# Fokker D.XVI

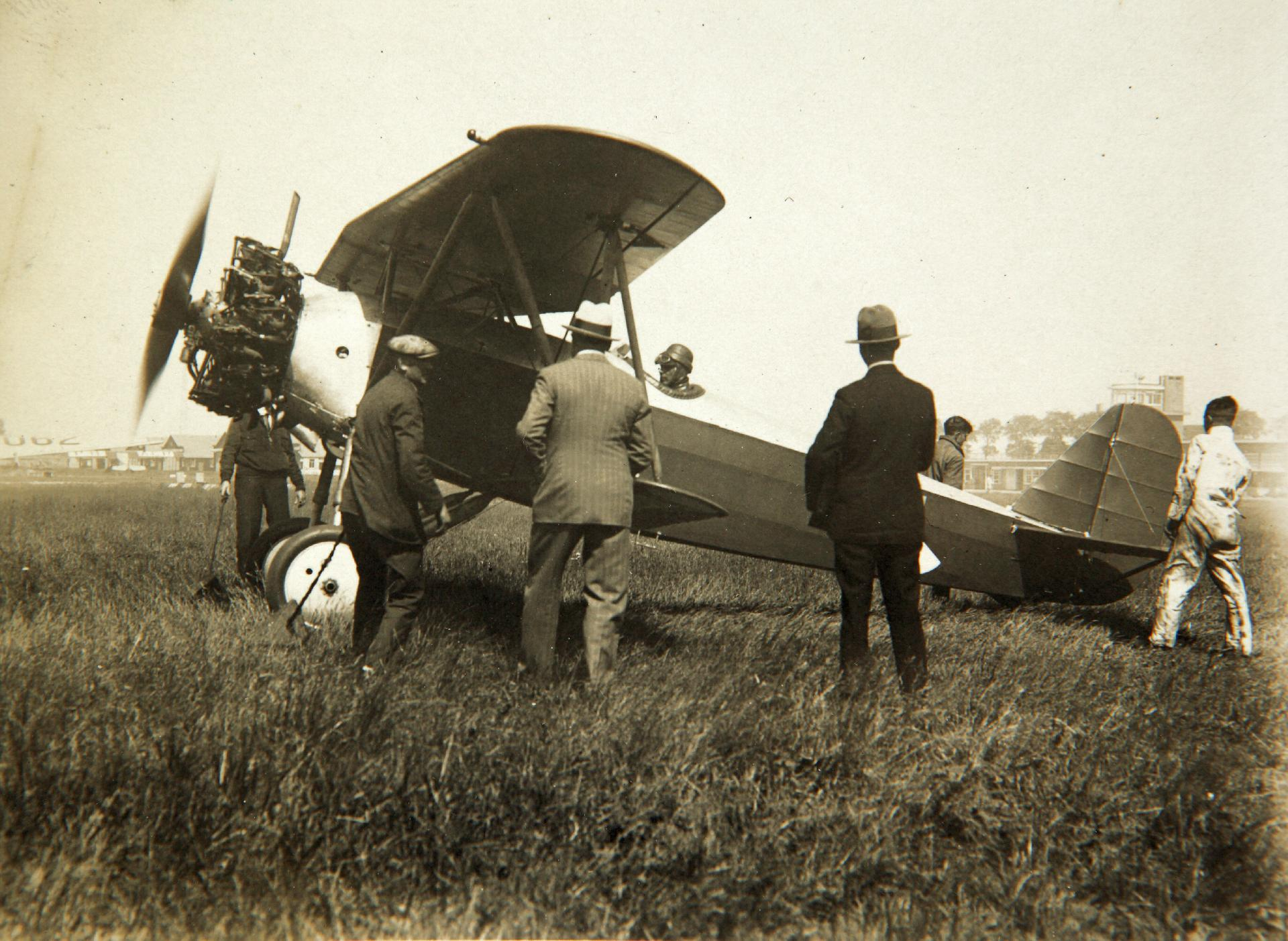
Fokker D.XVI

De Fokker D.XVI (D.16) is een dubbeldekker jager van gemengde constructie ter vervanging van de Fokker D.VII.
Beproeving van het type begon in 1929. In totaal werden 21 vliegtuigen geproduceerd, waarvan twaalf stuks voor de Luchtvaartafdeeling van het Nederlandse leger. Het toestel had een grote stermotor van 470 pk die grote technische problemen vertoonde. Deze problemen werden na aanpassingen opgelost.

## Specificaties
- Type: Fokker D.XVI
- Fabriek: Fokker
- Rol: Gevechtsvliegtuig
- Bemanning: 1
- Lengte: 7,90 m

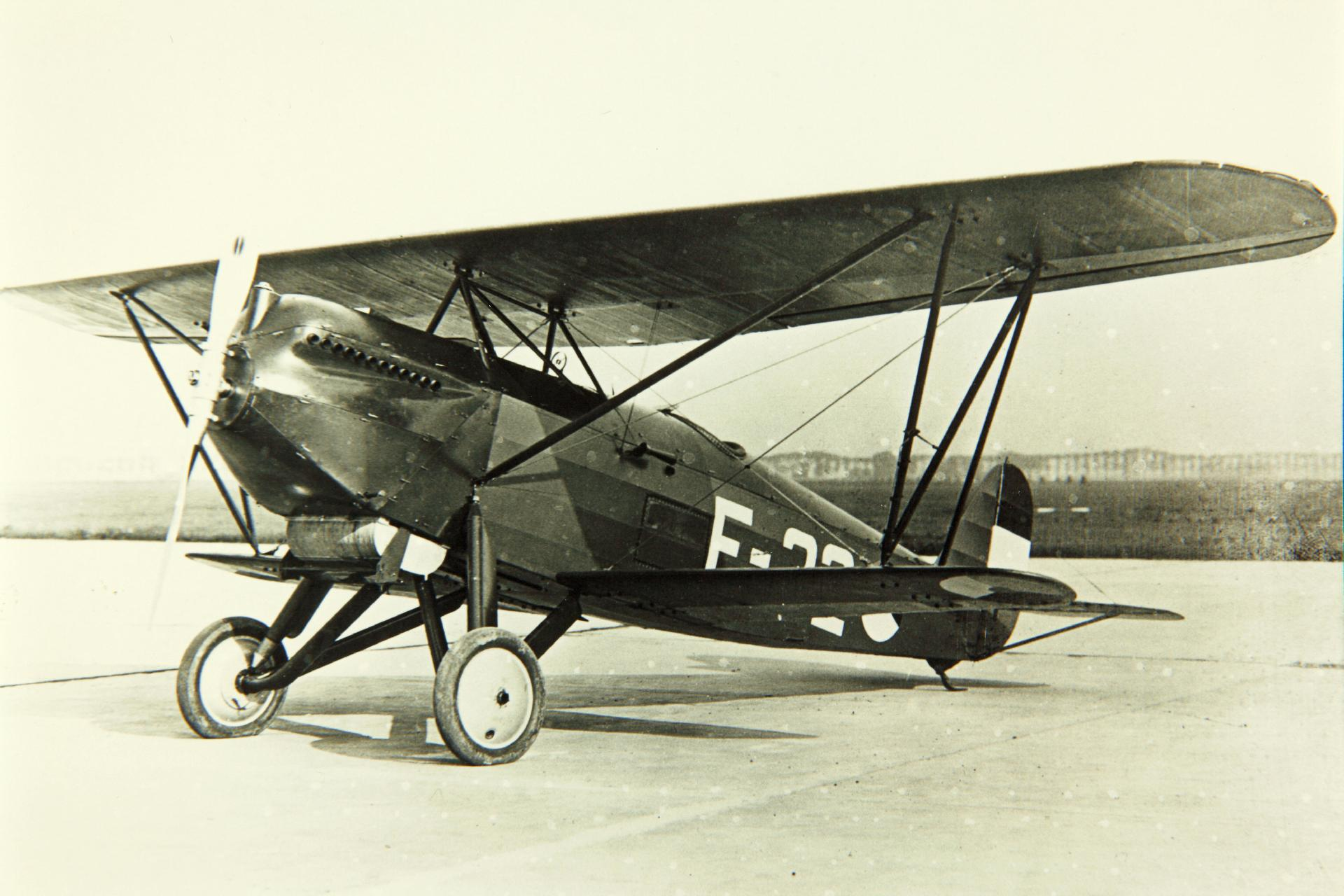
Fokker D.XVI uitgerust met een Curtiss V-12 motor

- Spanwijdte: 9,40 m (7,12 m onderste vleugel)
- Vleugeloppervlak: 18,5 m²
- Hoogte: 2,70 m
- Leeggewicht: 1005 kg
- Maximum gewicht: 1475 kg
- Motor: 1 × Armstrong Siddeley Jaguar 14-cilinder dubbele-rij stermotor, 340 kW (460 pk)
- Propeller: tweeblads
- Eerste vlucht: juli 1929
- Aantal gebouwd: 22 (1930-1934)

Prestaties
- Maximumsnelheid: 320 km/u
- Bereik: 640 km

Bewapening
- Boordgeschut: 2 × voorwaarts gericht 7,9 mm Vickers M-20 machinegeweer